# マルセル・キッテル
マルセル・キッテル（Marcel Kittel、1988年5月11日 - ）は、ドイツ・アルンシュタット出身の元自転車競技選手。

## 経歴

### 2007年
- テューリンガー・エネルギー・チームでアマデビュー。
- UCIヨーロッパツアー 1勝
- ドイツ選手権U23個人TT 優勝

### 2008年
- ヨーロッパツアー 1勝

### 2009年
- ヨーロッパツアー 4勝
- ヨーロッパ選手権U23個人TT 優勝
- 世界選手権U23個人TT 4位

### 2010年
- 世界選手権U23個人TT 3位

### 2011年
- スキル・シマノからプロデビューするやスプリンターとしての才能を爆発させ、ワールドツアーで5勝、コンチネンタルサーキットで12勝（デルタ・ツアー・ゼーラント総合優勝を含む）を挙げる。
- ダンケルク四日間 区間4勝（全5ステージ中4勝）
- ツール・ド・ポローニュ 区間4勝（全7ステージ中4勝）
- ブエルタ・ア・エスパーニャ
  - 第7ステージ 優勝

グランツール初出場となったが、第7ステージで集団スプリントを制し優勝。
- ツール・ド・ランカウイ 区間1勝（第3）
- トロフェオ・ パルマ・デ・マヨルカ 3位
- ルント・ウム・ケルン 2位
- デルタ・ツアー・ゼーラント 総合優勝、区間1勝（第1）
- カンピウンスハップ・ファン・フラーンデレン 優勝
- シュパルカセン・ミュンスターラント・ギーロ 優勝
- プロレース・ベルリン 初代優勝者
- ヘラルド・サン・ツアー 区間2勝（第3・第5）

### 2012年
- エトワール・ド・ベセージュ 区間1勝（第2）
- ツアー・オブ・オマーン 区間2勝（第3・第6）
- ハンドザーメ・クラシック 2位
- デ・パンネ3日間 区間1勝（第2）
- スヘルデプライス 優勝
- ステル・エレクトロトゥール 区間2勝（第1・第4）
- エネコ・ツアー 区間2勝（第1・第4）
- グランプリ・ド・フルミー 3位
- オムロープ・ファン・ヘット・ハウトラント 優勝
- ツール・ド・ワロニー＝ピカルド 区間2勝（第2・第3）
- シュパルカセン・ミュンスターラント・ギーロ 優勝

### 2013年
- ツアー・オブ・オマーン 区間1勝（第1）
- パリ〜ニース 区間1勝（第2）
- スヘルデプライス 優勝
- ツール・ド・ピカルディ 総合優勝
- ツアー・オブ・ターキー 区間3勝（第1・第7・第8）
- プロレース・ベルリン 優勝
- ステル・エレクトロトゥール 区間1勝（第2）
- ツール・ド・フランス
  - 第1ステージ 優勝
  - 第10ステージ 優勝
  - 第12ステージ 優勝
  - 第21ステージ 優勝

### 2014年
- ジロ・デ・イタリア
  - 第2ステージ 優勝
  - 第3ステージ 優勝
- ツール・ド・フランス
  - 第1ステージ 優勝
  - 第3ステージ 優勝
  - 第4ステージ 優勝
  - 第21ステージ 優勝
- ツール・ド・フランスさいたまクリテリウム（クリテリウムメインレース）優勝

### 2016年
- ドバイ・ツアー 総合優勝
- スヘルデプライス 優勝
- ジロ・デ・イタリア
  - 第2ステージ 優勝
  - 第3ステージ 優勝（総合首位）
- ツール・ド・フランス
  - 第4ステージ 優勝

### 2017年
- ドバイ・ツアー 総合優勝、ポイント賞、区間3勝（第1・第2・第5）
- アブダビ・ツアー 区間1勝（第2）
- デ・パンネ3日間 区間1勝（第3a）
- スヘルデプライス 優勝
- ツアー・オブ・カリフォルニア 区間1勝（第1）
- ステル・エレクトロトゥール 区間1勝（第5）
- ツール・ド・フランス
  - 第2ステージ	優勝
  - 第6ステージ	優勝
  - 第7ステージ	優勝
  - 第10ステージ	優勝
  - 第11ステージ	優勝

ペーター・サガンの失格もありキッテル自身初のマイヨ・ヴェール獲得もみえていたが、第17ステージで集団落車に巻き込まれて右肩を強打。無念のリタイアとなった。
- 8月16日、カチューシャ・アルペシンへ移籍することを発表。契約は2年間[1]。

### 2018年
- ティレーノ〜アドリアティコ 区間2勝（第2・第6）

### 2019年
- チャレンジ・ブエルタ・ア・マリョルカ 優勝（第4戦）

5月に入り、不調により休養を宣言しカチューシャ・アルペシンとの契約を解除。6月、交際しているオランダのバレーボール選手Tess von Piekartzが妊娠を公表している。
8月23日に、自身のTwitter、及び公式サイト、インスタグラムで現役の引退を発表した。今後はコンスタンツ大学で経済学を学ぶ予定。9月には子供が生まれる予定であり、Skypeで子供の成長を見るのは嫌で、普通の父親としての生活をしたいと、ドイツの新聞のインタビューに答えた。